# Jane de La Vaudère
Jane de La Vaudère, nom de plume de Jeanne Scrive, née le 15 avril 1857 à Paris et morte le 26 juillet 1908 à Paris 17e, est une femme de lettres française. Son œuvre romanesque s'inscrit dans le style de la Belle Époque, à la fois dans le naturalisme et le décadentisme. Elle multiplie les genres et les registres : récits fantastiques, études de mœurs, fictions situées en Orient ou dans des civilisations disparues, recueils de poèmes, œuvres pour le théâtre, contes et articles journalistiques. .

## Biographie

### Enfance et formation
Jeanne Scrive naît à Paris, au 13 rue d'Enfer, le 15 avril 1857. Son père flamand et sa mère alsacienne sont issus de la grande bourgeoisie. Elle est la fille cadette de Barbe Élisabeth Weigel (1822-1870) et de Gaspard-Léonard Scrive (1815-1861), chirurgien militaire, qui fut le médecin en chef de l'armée française durant la Guerre de Crimée et l'un des promoteurs de l'anesthésie au chloroforme.
Orpheline de père et de mère dans l'enfance, Jeanne Scrive est placée sous la tutelle de sa grand-mère paternelle, Sophie Scrive-Debonte (1787-1878). Elle reçoit son éducation au couvent des sœurs de Notre-Dame de Sion, dont la supérieure, mère Marie-Émélie Lagarmitte (1817-1881), est une cousine germaine de sa mère. Cette éducation transparaît dans son œuvre : plusieurs de ses héroïnes en reçoivent une semblable. De même, l’intrigue d’un de ses romans, L'Expulsée (1903), traite des conséquences de la loi de 1901 sur les congrégations religieuses.

### Carrière littéraire

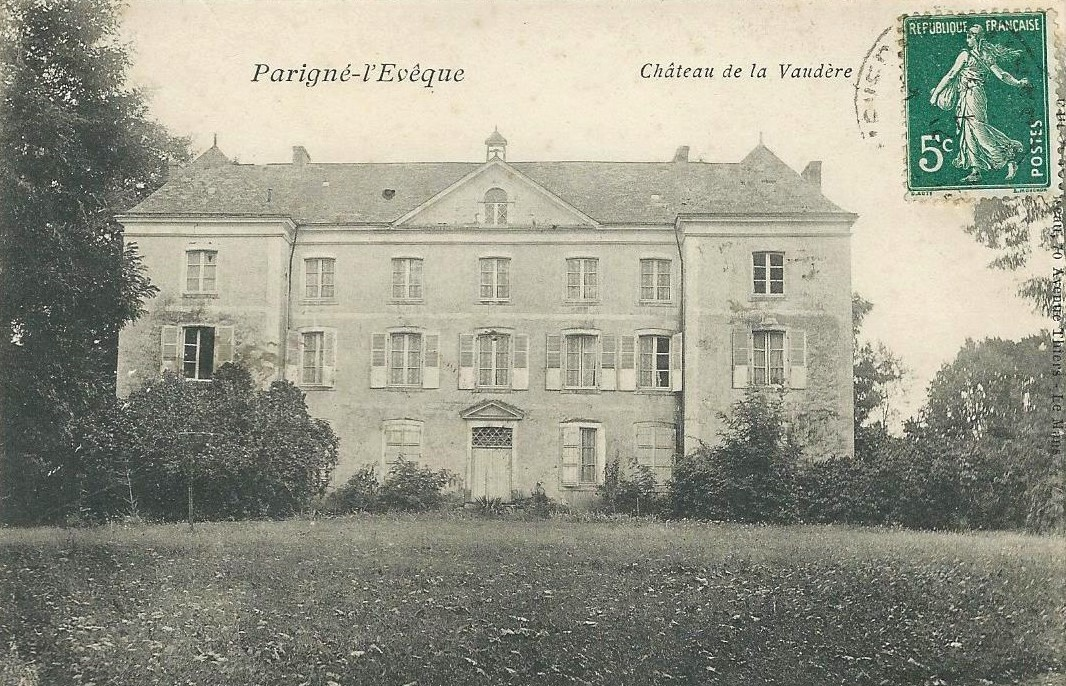
Le château de la Vaudère avant la Grande Guerre.

À 18 ans, le 29 avril 1875, elle épouse dans la ville du Mans, Camille Gaston Crapez (1848-1912). Celui-ci a hérité de sa mère le château de la Vaudère à Parigné-l'Évêque, dans la Sarthe. Ce grand manoir construit sous la Restauration, entouré d'un vaste parc, que Jane de La Vaudère apprécie. À l'instar de son mari, qui signe Gaston Crapez de La Vaudère, c'est à cette propriété qu'elle emprunte son nom de plume, en anglicisant son prénom : Jane de La Vaudère.
C'est toutefois à Paris qu'elle vit et reçoit le mercredi. Dans Mon Paris et ses Parisiens, André de Fouquières rapproche Jane de La Vaudère de la baronne Deslandes, évoquant « des actrices sans théâtre, mais non sans rôle ».

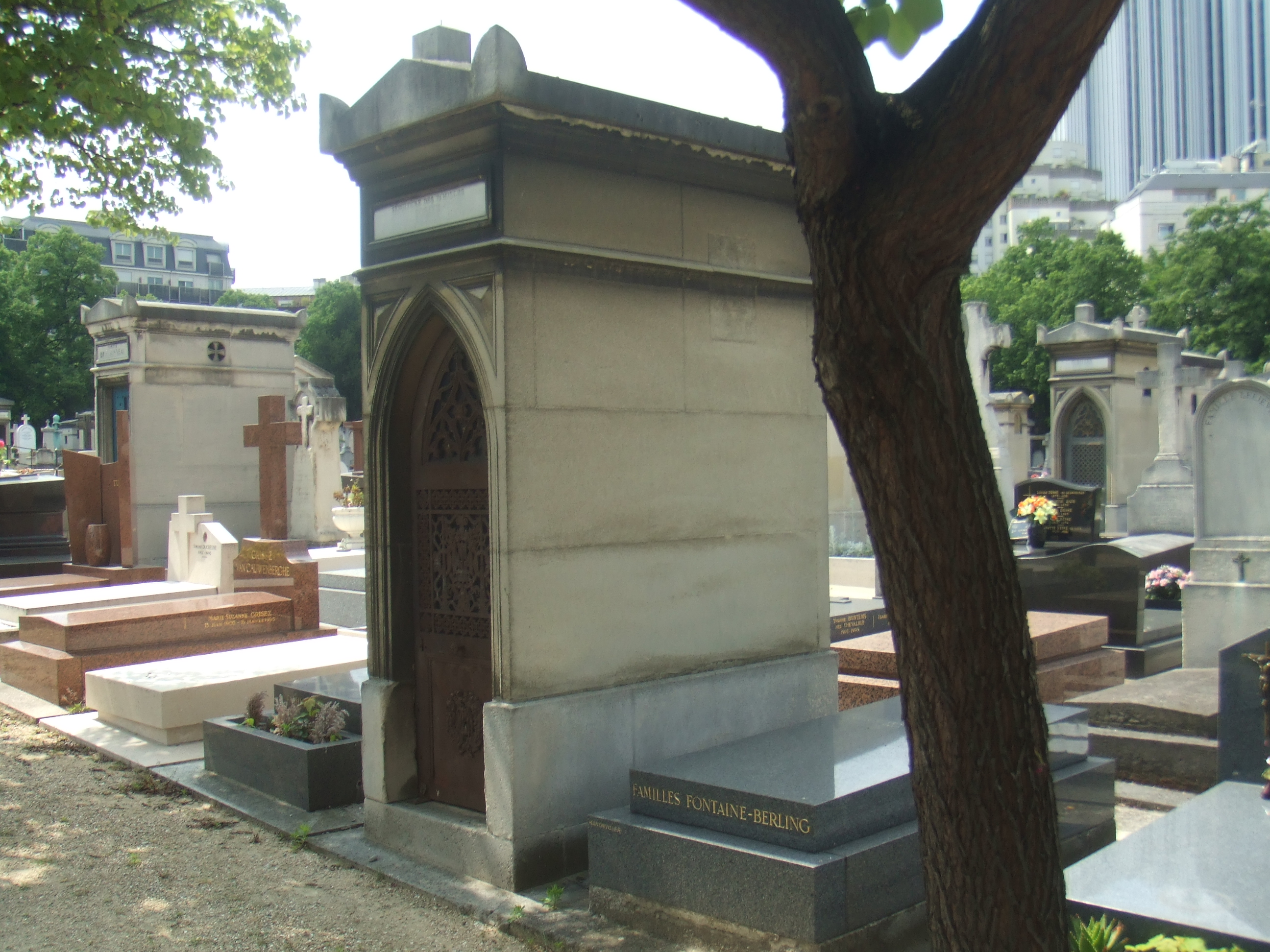
La chapelle funéraire des familles Scrive et Dauvais de Gérardcourt au cimetière du Montparnasse (Paris), où repose Jane de La Vaudère.

Elle est promue à l'ordre des Palmes académiques en 1898. Elle meurt le 26 juillet 1908. Ses obsèques ont lieu le 29 juillet 1908  en l'église Saint-Ferdinand-des-Ternes de Paris. Le quotidien Le Temps du 27 juillet 1908 évoque sa disparition en ces termes : « On annonce la mort d'un écrivain connu, Mme Jane de La Vaudère, auteur de plusieurs ouvrages où la hardiesse du sujet n'enlevait rien à la grâce littéraire. »
Jane de La Vaudère repose au cimetière du Montparnasse (8e division).

## Son œuvre

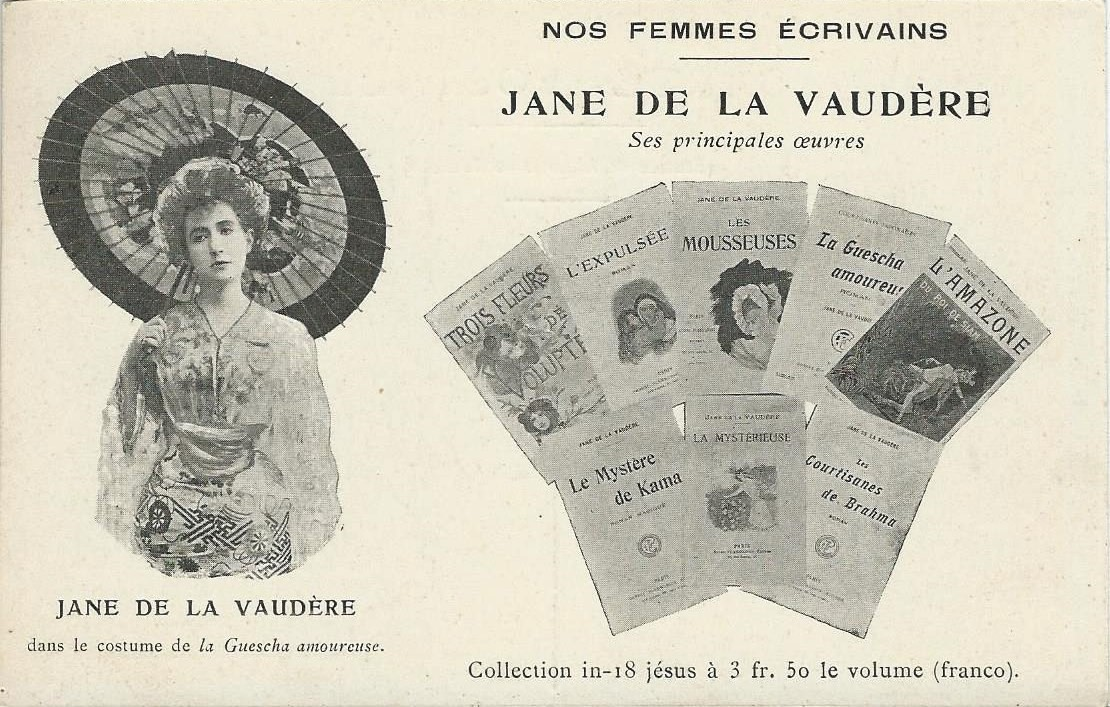
Carte postale publicitaire des éditions Flammarion

L'œuvre de Jane de La Vaudère est abondante : vingt-sept romans, six feuilletons (qualifiés de « romans » au moment des publications), quatre recueils de nouvelles, quatre recueils de poésie et des pièces (saynètes, opérettes, comédies ou drames) dont seulement un petit nombre paraissent en volume. Elle échoue à devenir membre du comité d'administration de la Société des gens de lettres dont elle est sociétaire malgré la quantité de tirages de ses ouvrages, le nom de ses éditeurs (Méricant, Ollendorff et Flammarion) et sa collaboration à plusieurs périodiques de l'époque. Elle réussit cependant à adapter, pour le théâtre du Grand-Guignol, un conte d'Émile Zola.

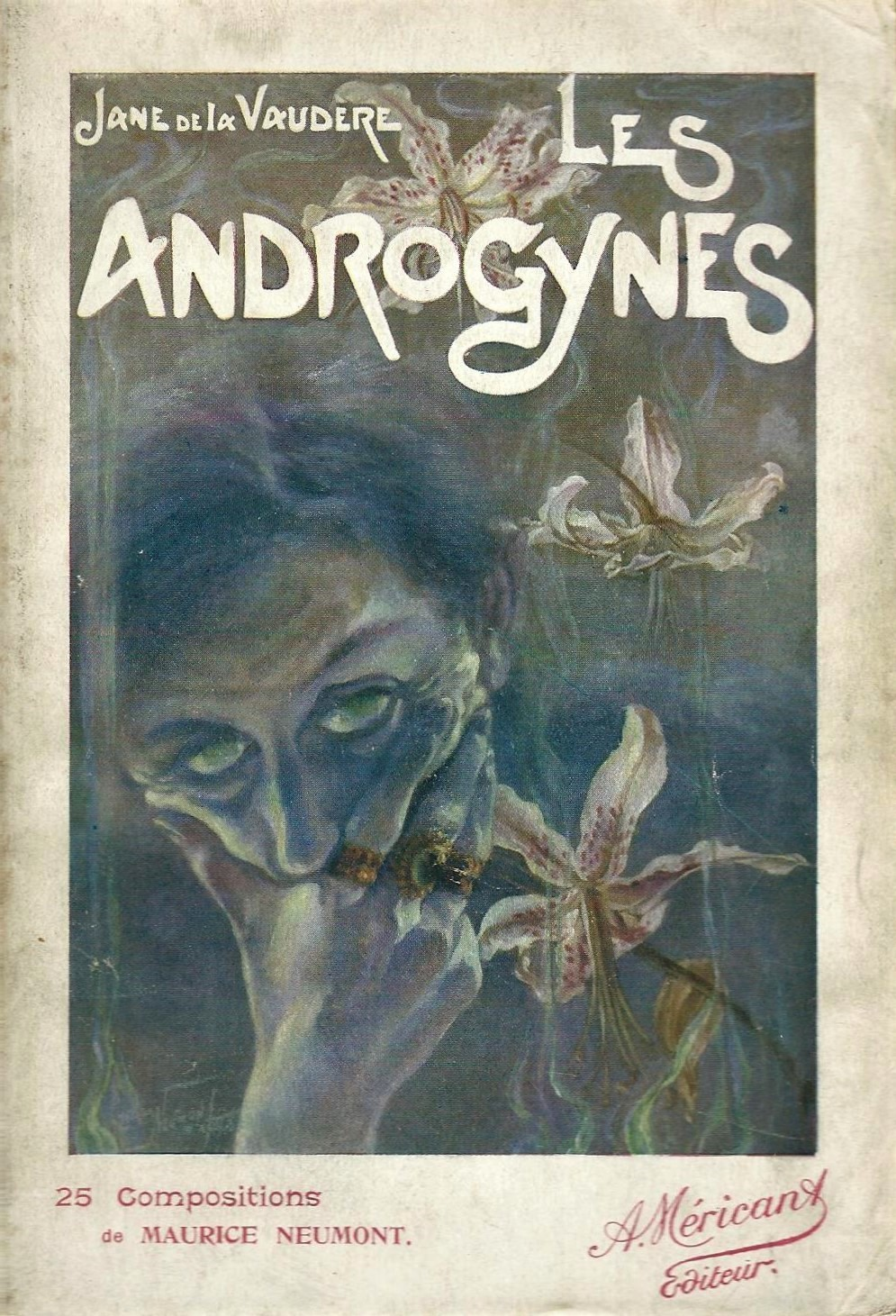
La couverture des Androgynes, illustrée par Maurice Neumont.

Sa poésie est saluée par Leconte de Lisle, qui dit « qu'elle avait le charme et la vigueur, une palette abondante, composée des nuances les plus tendres et des tons les plus chauds ».

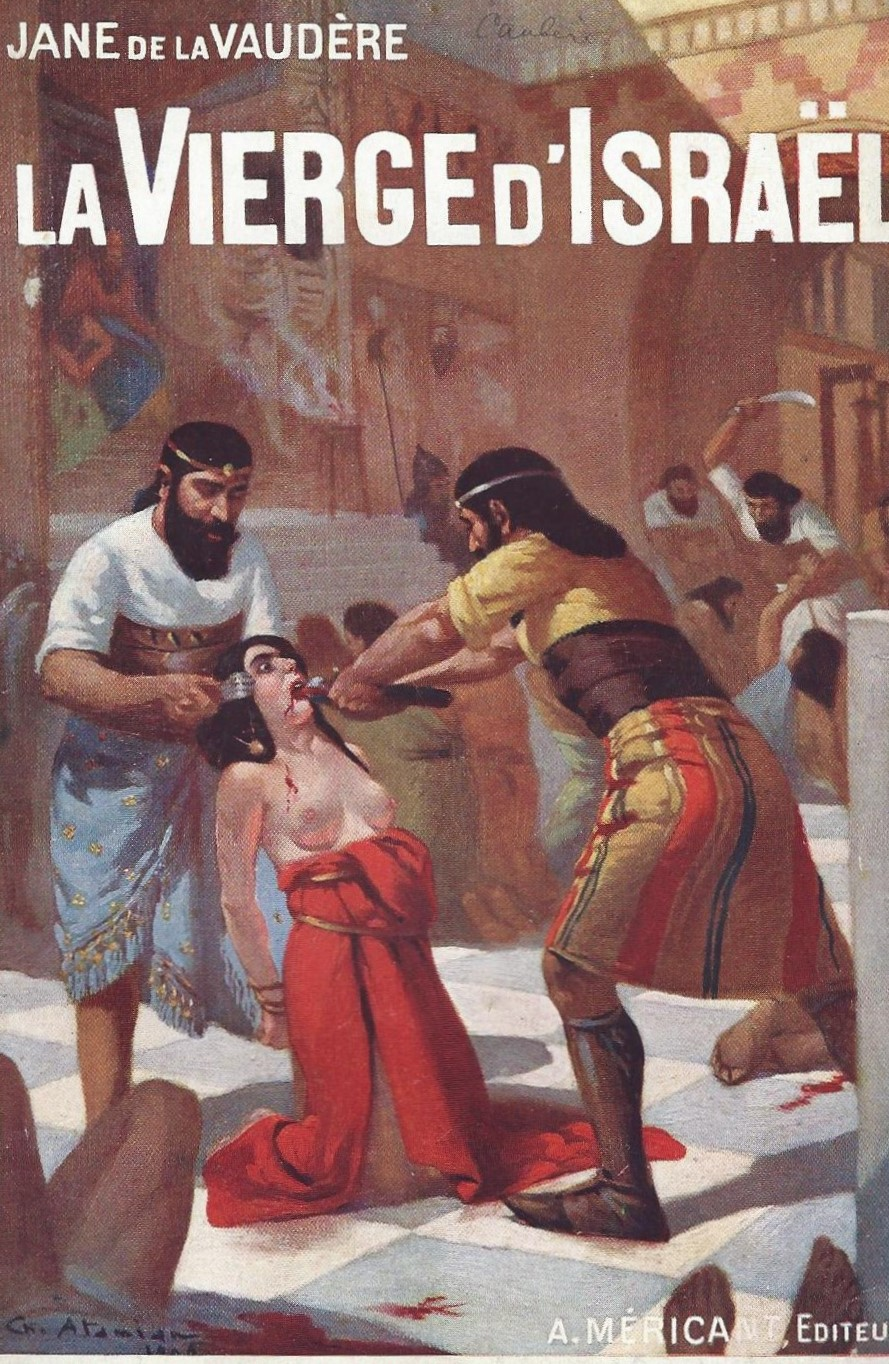
Couverture de La Vierge d'Israël, illustrée par Charles Atamian.

La plupart de ses romans traitent les thèmes naturalistes ou décadents de la Belle Époque. L'Anarchiste, Le Droit d'aimer, Les Sataniques, ou encore Les Androgynes et Les Demi-Sexes, concentrent les représentations polymorphes du saphisme et de l'homosexualité. Elle écrit aussi des romans historiques et exotiques : Les Courtisanes de Brahma, Les Mystères de Kama, La Vierge d'Israël, La cité des sourires. Dans son roman La Porte de félicité, elle s'engage en faveur des Arméniens opprimés par l'Empire ottoman. Certaines de ses œuvres sont traduites dans plusieurs langues (allemand, portugais, espagnol, tchèque, hongrois).
Son œuvre dramatique compte entre autres Pour une nuit d'amour !, Les Statues, Les Trois Mousmés (fantaisie japonaise écrite sous le pseudonyme de Jean Scrive, en collaboration avec Félicien Champsaur) et L'Éclosion (comédie en quatre actes écrite en collaboration avec Aurélien Scholl). Elle est également l'autrice de saynètes et pièces jouées dans les salons.
Dans les périodiques, est publiée la série des Contes rapides (notamment dans La Presse, irrégulièrement entre 1897 et 1901), aussi appelés Fantasia. Cent onze de ces nouvelles sont traduites et présentées par Brian Stableford dans Rapid Tales (2023).
Disposant d'un large public avant la Grande Guerre, elle est ensuite oubliée jusqu'à ce que son œuvre suscite un regain d'intérêt grâce aux études sur la littérature de la décadence de la fin du XXe siècle, notamment menées par Jean de Palacio. 

## Accusations de plagiat

### d'oeuvres d'autres artistes
Jane de La Vaudère est à plusieurs reprises accusée d'avoir plagié d'autres artistes comme Guy de Maupassant. D'après l'universitaire Sharon Larson, il s'agit d'une lecture un peu rapide du parallèle entre Notre coeur de Maupassant et Demi-sexes de La Vaudère, consistant plutôt en une réécriture s'inscrivant comme « un outil de création littéraire et de reconceptualisation d'un modèle décadent de féminité ». Han Ryner, dans le chapitre Cygnes noirs du Massacre des Amazones décrit Le sang comme un roman plagié : « Et j'ai sous la main le Sang, nouveau recueil de phrases de Barbey d'Aurevilly et de Guy de Maupassant, mises en désordre, rendues incorrectes et salies par les soins de Jane de La Vaudère. ».

### de ses oeuvres
De son côté, Jane de La Vaudère remarque des ressemblances entre sa pantomime Rêve de Mysès et celle de Rêve d'Egypte de Mathilde de Mornay dite Missy. Elle dénonce publiquement ce tort et engage des poursuites judiciaires. En connaisseuse du marché littéraire, elle tourne le scandale à son avantage pour mieux vendre : elle opère une mise en scène qui fait scandale en appuyant sur le caractère lesbien de l'ouvrage et publie à la suite un roman à clef et une nouvelle de cet événement.

## Le féminisme de Jane de La Vaudère
Jane de La Vaudère collabore avec plusieurs journaux comme La Presse de 1897 à 1901, pour lequel elle écrit des articles et des contes sur l'actualité dénonçant à plusieurs occasions la condition féminine malgré la réprobation du public.  Geneviève De Viveiros décrit ainsi l'écrivaine : « La Vaudère n’a pas froid aux yeux: elle ose critiquer les stéréotypes littéraires comme ceux liés aux genres sexuels et traiter de sujets licencieux. Ses romans mettent en scène des personnages féminins qui donnent libre cours à leurs désirs en prônant le libertinage ou le mariage d’amour. ».

### Chansons
- Le Portrait de ma cousine : confidence ! A. Tallien de Cabarrus. Paris, Henri Tellier, 1891.
- Sérénade du baiser. A. Tallien de Cabarrus, Henri Tellier, 1892.

### Poésies
- Les Heures perdues, Paris : A. Lemerre, 1889.
- L'Éternelle Chanson [mentionné par l'Académie française], Paris : P. Ollendorff, 1890.
- Minuit, Paris : P. Ollendorff, 1892.
- Évocation, Paris : P. Ollendorff, 1893.
- Royauté morte, conte fantastique en 1 acte, Paris. Paru dans la Nouvelle Revue du 4 mars 1897  lire en ligne sur Gallica

### Préfaces
- Mes hauts faits d'armes, par Paul Franz Namur, 1899.
- La Photographie du nu, par C. Clary, avec la collaboration d'écrivains français et étrangers [Gleeson White, Gustav Fritsch, Will. A. Cadby et Gabriely]. Préface de Jane de La Vaudère. Paris : C. Klary, 1902.

### Recueils de nouvelles
- L'Anarchiste, Paris : P. Ollendorff, 1893.
- Le Centenaire d'Emmanuel, in À la Société Osmanié, Genève : Impr. suisse, 1896. « Le Centenaire d'Emmanuel » dans La Nouvelle Revue
- Les Sataniques, Paris : P. Ollendorff, 1897.
- Les Mousseuses, Paris, E. Flammarion, 1901.
- La Mystérieuse, Paris : E. Flammarion, 1902.

### Romans
- Mortelle Étreinte, Paris, P. Ollendorff, 1891.
- Rien qu'amante !, Paris, P. Ollendorff, 1894. [Repris sous le titre Le Crime d'aimer, Paris, A. Méricant, 1908]
- Le Droit d'aimer, Paris, P. Ollendorff, 1895. [Repris sous le titre Le Jardin du péché, Paris, A. Méricant, (s. d.)]
- Ambitieuse, Paris, P. Ollendorff, 1894. [Repris sous le titre L'Invincible Amour ! roman parisien, Paris, A. Méricant, 1905.]
- Les Demi-sexes, Paris, P. Ollendorff, 1897.
- Le Sang, Paris, P. Ollendorff, 1898.
- Les Frôleurs, roman dialogué, Paris, P. Ollendorff, 1899. [Repris sous le titre Les Audacieux, Paris, A. Méricant, 1909. Accompagné de la pièce La Panne.]
- Trois fleurs de volupté, roman javanais, Paris, E. Flammarion, 1900[14].
- La belle Émilienne, feuilleton en 31 parties au Journal, entre le 16 avril et le 16 mai 1901). Non repris en volume.
- Le Mystère de Kama, roman magique indou, Paris, E. Flammarion, 1901[15]. Réédité en 1910 dans la « Collection illustrée ».
- L'Amazone du roi de Siam, Paris, E. Flammarion, 1902[16].
- Les Androgynes, roman passionnel, illustré de 25 compositions de Maurice Neumont, Paris, A. Méricant, 1903. [Ce roman repris en 1911 par Méricant, dans la collection "Roman-Bibliothèque", sous le titre Folie d'opium][17].
- Les Courtisanes de Brahma, Paris, E. Flammarion, 1903[18]. lire en ligne sur Gallica [Repris sous le titre Prêtresse d'amour, roman hindou de moeurs antiques, Paris, E. Flammarion, 1905.]
- L'Expulsée, Paris, E. Flammarion, 1903.
- Le Harem de Syta, roman passionnel, Paris, A. Méricant, 1904.
- La Guescha amoureuse, Paris : Ernest Flammarion, 1904. [Repris sous le titre Lotusai. La guescha amoureuse, roman japonais, Paris : Ernest Flammarion, 1906.]
- L'Amante du Pharaon (mœurs antiques). [Illustrations de Ch. Atamian] Paris, J. Tallandier, 1905.
- Confessions galantes, en collaboration avec Théo-Critt (pseudonyme de Théodore Cahu) ; illustré de 60 compositions de Préjelan ; Paris, A. Méricant, 1905.
- La Porte de félicité, Paris : E. Flammarion, 1905[19].
- La Sorcière d'Ecbatane, roman fantastique, Paris, E. Flammarion, 1906.
- La Vierge d'Israël, roman de mœurs antiques, Paris, A. Méricant, 1906.
- La Cité des sourires, roman japonais, illustré par Raphael Kirchner, Paris, Librairie des publications modernes, 1907. Réédition à Paris : Kwok On, 1993.
- Le Peintre des frissons, roman parisien, Paris, E. Flammarion, 1907.
- Les Prêtresses de Mylitta, roman babylonien, Paris, A. Méricant, 1907.
- Le Rêve de Mysès, roman d'amour de mœurs antiques, Paris, Librairie d'art technique, 1907.
- L'Élève chérie, roman parisien, Paris, Bibliothèque générale d'édition, 1908.
- Sapho, dompteuse, Paris, A. Méricant, 1908. lire en ligne sur Gallica. Réédition à Billère : éditions du 26 octobre, 2021.

### Théâtre
- Le Modèle, comédie en 1 acte, en vers, Paris, A. Lemerre, 1889[20].
- Pour une nuit d'amour ! drame en 1 acte, d'après le conte d'Émile Zola [Paris, Grand-Guignol, 16 mai 1898], Paris, P. Ollendorff, 1898[21].
- Trois Mousmés, (sous le pseudonyme de Jean Scrive, en collaboration avec Félicien Champsaur, musique de Georges Chartron). [Novembre 1898 au théâtre de la Roulotte, non repris en volume]
- Victor Hugo. Grande scène dramatique, Paris, Librairie théâtrale, 1904.
- Pour le flirt ! saynètes mondaines [15 comédies et fantaisies lyriques], Paris, E. Flammarion, 1905 lire en ligne sur Gallica.
- Dupont sera élu ! comédie électorale en 1 acte, Paris, G. Ondet, 1906.
- Le Virage, comédie en 4 actes, 1906. [18 mai 1906 au théâtre des Bouffes-Parisiens. Non repris en volume]
- Mademoiselle de Fontanges, pièce en 4 actes, en  vers..., Paris, A. Méricant, 1909.

Pièces dont les manuscrits sont conservés par les Archives nationales de France:
- Cambrioleurs, représentation au théâtre des auteurs gais (exposition universelle de Paris), Paris, 1900[22].
- Guignolette à l'Exposition, représentation au théâtre du Grand-Guignol (exposition universelle de Paris), Paris, avril 1900[23].
- Kadidja, représentation au théâtre des Expositions (exposition universelle de Paris), Paris, 1900[24].
- Les Débuts de Caroline, saynète, représenté au théâtre des Capucines, Paris, [1902][25].

Pour une liste détaillée des contes, nouvelles et articles parus dans la presse, on se reportera à l'ouvrage de Sharon Larson, Resurrecting Jane de La Vaudère. Literary Shapeshifter of the Belle Époque, cité dans la biographie.

## Études
Articles
- Patrick Chadoqueau, « Maupassant plagié », Histoires littéraires, no 16, octobre-décembre 2003, p. 69.
- (en) Hope Christiansen, « Decadent Feminism: Mentorship in Jane de La Vaudère's Les Demi-sexes (1897) », The Rocky Mountain Review, 76, 2022, p. 221-243.
- (en) Peter Cryle, « Foretelling Pathology : The Poetics of Prognosis », French Cultural Studies, 17 (1), 2006, p. 107-122.
- (en) Peter Cryle, « The Aesthetics of the Spasm », in Peter Cryle & Christopher E. Forth (eds), Sexuality at the Fin de Siècle: The Making of a “Central Problem”, Newark : University of Delaware Press, 2008, p. 77-92.
- Geneviève De Viveiros, « Lettres inédites de Jane de La Vaudère à Émile Zola : de la Société des Gens de Lettres à Pour une nuit d'amour ! », Les Cahiers naturalistes, no 81, septembre 2007, p. 231-242. lire en ligne sur Gallica
- Geneviève De Viveiros, « Jane de la Vaudère ou l'éclectisme littéraire », in  Patrick Bergeron (dir.), Passées sous silence. Onze femmes écrivains à relire, Presses universitaires de Valenciennes, 2015, p. 173-184.
- Geneviève De Viveiros, « Naturalisme et théorie littéraire dans « Le Sang » de Jane de la Vaudère », Acta fabula,‎ 25 novembre 2023 (ISSN 2115-8037, DOI 10.58282/colloques.10997, lire en ligne, consulté le 14 août 2025).
- Guy Ducrey, « Jane de La Vaudère. Le sang et la science », Cahiers de Littérature française, VII-VIII (« Décadents méconnus »), mars 2009, p. 144-160.
- Michela Gardini, « Jane de la Vaudère sous le signe de l'occultisme », in Andrea Del Lungo & Brigitte Louichon (dir.), La Littérature en bas-bleus, Tome III. Romancières en France de 1870 à 1914, Paris : Classiques Garnier, 2017, p. 279-290.
- Anne Geisler-Szmulewicz, « Succubes décadents », in Alain Montandon (dir.), Mythes de la décadence, Clermont-Ferrand : Presses de l'Université Blaise-Pascal, 2001, p. 321-334.
- Melanie Hawthorne, compte-rendu de Sharon Larson, Resurrecting Jane de La Vaudère: Literary Shapeshifter of the Belle Époque (2022), H-France Review, 23, 2023. en ligne
- JVaudere, « Découvrir Jane de La Vaudère », Le Pan poétique des Muses. Revue féministe, internationale & multilingue de poésie entre théories & pratiques, 12, 2022. en ligne
- JVaudere, « La reviviscence de Jane de La Vaudère (1857-1908). Compte rendu », [compte-rendu de Sharon Larson, Resurrecting Jane de La Vaudère: Literary Shapeshifter of the Belle Époque (2022)], Le Pan poétique des Muses. Revue féministe, internationale & multilingue de poésie entre théories & pratiques, 13, 2023. en ligne
- (en) Sharon Larson, « Jane de la Vaudère and Maupassant : A New Appreciation of Plagiarism », L'Érudit franco-espagnol, 10, 2016, p. 2-13. lire en ligne
- (en) Sharon Larson, « The Feminine Copy : Travel and Textual Reproduction in Jane de la Vaudère's Les Demi-Sexes », Women in French Studies, 7, 2018, p. 225-240.
- (en) Anne E. Linton, « Mutating Bodies : Reproductive Surgeries and Popular Fiction in Nineteenth-Century France », Contemporary French and Francophone Studies, 22, octobre 2018, p. 579-586.
- (es) María del Carmen Lojo Tizón, « Análisis del imaginario decadente en une novela de Jane de La Vaudère (1857-1908) », in Borjabad Salud Adelaida Flores, Salas Inmaculada Respaldiza, Grana Romina (dir.), Nuevas investigaciones y perspectivas sobre literatura, cultura y pensamiento, Madrid : Dykinson S.L., 2023, p. 125-140. disponible en ligne
- (en) Rachel Mesch, « Husbands,  Wives and Doctors: Marriage and Medicine in Rachilde, Jane de La Vaudère and Camille Pert », Dix-neuf, 11-1 (2008), p. 90-104.
- Jean de Palacio, « La postérité d'À Rebours, ou le livre dans le livre », dans Figures et formes de la décadence, Paris : Séguier, 1994, p. 194-202.
- (it) Francesco Rapazzini, « La penna ribelle di una donna. Jane de La Vaudère », Charta. Antiquariato - Collezionismo - Mercato 123, septembre-octobre 2012, p. 60-65.
- (en) Brian Stableford, « Decadent Eroticism in the Occult Fantasies of Jane de La Vaudère », The New York Review of Science Fiction, Kevin J. Maroney, vol. 29, no 12,‎ 2018, p. 17-23 (lire en ligne)

Ouvrages
- Nicole G. Albert, Saphisme et décadence dans Paris fin-de-siècle, Paris, La Martinière, 2005.
- Patrizia d'Andrea, Le Spiritisme dans la littérature de 1865 à 1913. Perspectives européennes sur un imaginaire fin-de-siècle, Paris, Honoré Champion, 2014.
- Claudine Brécourt-Villars, Écrire d'amour : anthologie érotique féminine 1789-1984, Paris, Ramsay, 1985, p.132-134. [Notice suivie d'un bref extrait du Harem de Syta]
- Roland de Chaudenay, Les plagiaires. Le nouveau dictionnaire, Paris : Perrin, 2001, p.248. [Reprend les informations de Maurevert 1922]
- (en) Peter Cryle, Reading Sexuality in French Publishers' Catalogue of the Late Nineteenth Century : the Challenge of Using Foucault, Center for History of European Discourses, Université de Queensland (Australie), 2004.
- Geneviève De Viveiros, Jane de La Vaudère (1857-1908) : une femme de lettres fin-de-siècle, Mémoire de maîtrise, Université de Toronto, 2003.
- Guy Ducrey, Corps et Graphies. Poétique de la danse de la danseuse à la fin du XIXe siècle, Paris, Honoré Champion, 1996.
- Paul Edwards, Soleil noir. Photographie et littérature, Rennes, Presses universitaires de Rennes, 2008, p.388-389. [Brève analyse des romans de La Vaudère avec des illustrations photographiques]
- Romain Enriquez & Camille Koskas (dirs), Écrits érotiques de femmes. Une nouvelle histoire du désir. De Marie de France à Virginie Despentes, Paris : Bouquins éditions, 2024. [Grande anthologie comprenant 13 extraits des oeuvres de La Vaudère: Évocation, Les demi-sexes, Pour le flirt, La sorcière d'Ecbatane, Le rêve de Mysès, Sapho, dompteuse et Mademoiselle de Fontanges]
- André de Fouquières, Mon Paris et ses parisiens. Tome II : Le Quartier Monceau, Paris : Pierre Horay, 1954, p.18-20. [Orthographie "Vaudière"]
- Philippe Hamon et Alexandrine Viboud, Dictionnaire thématique du roman de mœurs 1814-1914, Paris : Presses Sorbonne Nouvelle, 2008. [Dans les articles « Bois de Boulogne » (vol. 1, p.175), « Expositions universelles » (vol. 1, p.342), « Japon » (vol. 2, p.15), sont publiés les résumés de La guescha amoureuse et de La cité des sourires]
- (en) Sharon Larson, Resurrecting Jane de La Vaudère. Literary Shapeshifter of the Belle Epoque, Pennsylvania State University Press, 2022.
- Valérie Lavigne, « Féminiflores ». Le motif de la femme-fleur dans l'imaginaire décadent, thèse de doctorat en littérature générale et comparée, sous la direction de Sylvie Ballestra-Puech, Université Côte d'Azur, 2024. [Une large partie du corpus est composée de tous les romans de La Vaudère (26) et de deux de ses recueils poétiques; en annexe, les résumés des romans] en ligne
- Georges Maurevert, Le livre des plagiats, Paris : Arthème Fayard & Cie éditeurs, 1922, p.300-301. [décèle des plagiats de Madame Bovary de Flaubert dans le roman La belle Émilienne.]
- Gérard Peylet, La Littérature fin de siècle, de 1884 à 1898 : entre décadence et modernité, Vuibert, 1990.
- Victoria Pescetto, Jane de La Vaudère : féminisme et genre dans le Paris fin-de-siècle, mémoire de mastère, universités de Grenoble Alpes et degli Studi di Padova, 2019.
- Joëlle Prungnaud, Gothique et Décadence. Recherches sur la continuité d'un mythe et d'un genre en Grande-Bretagne et en France, Paris : Honoré Champion, 1997, p. 222-239 (chapitre « Le cas de Marie Corelli et Jane de la Vaudère »).
- Joëlle Prungnaud, « La Mort au féminin : du gothique au grotesque macabre », in Anamorphoses décadentes. L'art de la défiguration 1880-1914, Jean de Palacio, Isabelle Krzywkowski, Sylvie Thorel-Cailleteau, Paris, Presses de l'Université Paris-Sorbonne, 2002.
- Francesco Rapazzini, Le Moulin Rouge en folies. Quand le cabaret le plus célèbre du monde inspire les artistes, Paris : Le Cherche Midi, 2016.
- Han Ryner, Le Massacre des Amazones, Paris, Chamuel, 1899. [Étudie La Vaudère avec Rachilde dans le chapitre "Cygnes noirs" (p. 13-16); décrit Le sang comme un roman plagié].
- Alphonse Séché, Les Muses françaises. Anthologie des femmes-poètes 1200-1891, Paris, Louis-Michaud, 1909, vol. 2, p. 323-328. [Notice suivie de six poèmes]
- Évanghélia Stead, Le monstre, le singe et le fœtus : tératologie et décadence dans la l'Europe fin-de-siècle, Genève, Droz, 2004.
- Przemyslaw Szczur, Produire une identité. Le personnage homosexuel dans la seconde moitié du XIXe siècle (1859-1899), Paris : L'Harmattan, 2014.

Lire aussi les introductions que Brian Stableford a données à ses traductions en anglais des romans de Jane de La Vaudère:
- The Double Star and Other Occult Fantasies, Snuggly Books, 2018.
- The Demi-Sexes and The Androgynes, Snuggly Books, 2018.
- The Mystery of Kama and Bhrama's Courtesans, Snuggly Books, 2019.
- Three Flowers and The King of Siam's Amazon, Snuggly Books, 2019.
- The Witch of Ecbatana and The Virgin of Israel, Snuggly Books, 2021.
- The Priestesses of Mylitta, Snuggly Books, 2022.
- Rapid Tales, Snuggly Books, 2023.